# Helmut Hack

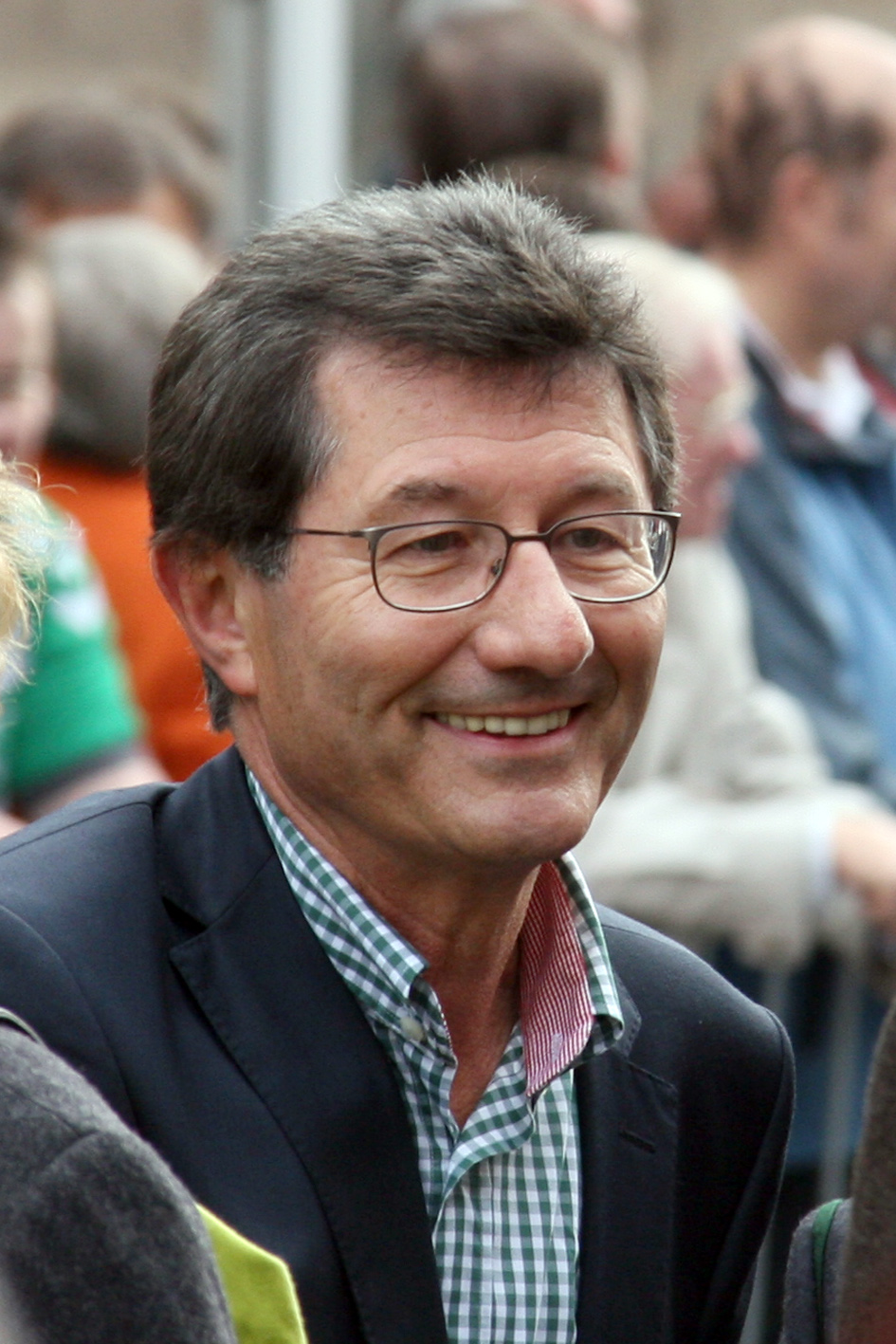
Helmut Hack, 2014

Helmut Hack (* 10. September 1949 in Vestenbergsgreuth) ist ein deutscher Sportfunktionär und ehemaliger Unternehmer. Bis zu seiner Verabschiedung in den Ruhestand im November 2013 war er Geschäftsführer der Martin Bauer GmbH in Vestenbergsgreuth. Seit 1996 war er darüber hinaus Präsident der SpVgg Greuther Fürth und Geschäftsführer der Fußballabteilung, der Spielvereinigung Greuther Fürth GmbH & Co. KGaA. Am 23. Mai 2018 gab Hack gegenüber der Presse seinen Rücktritt von allen Ämtern zum Juli 2018 bekannt.

## Leben und Wirken
Hack spielte in seiner Jugend selbst Fußball in der Bezirksliga in Bayern, zunächst bei der SpVgg Uehlfeld, später beim TSV Höchstadt/Aisch, beim 1. FC Nürnberg in der Jugendmannschaft und schließlich in Vestenbergsgreuth. Eine schwere Sportverletzung beendete seine Spielerlaufbahn, sodass sich Hack frühzeitig auf seine weiteren beruflichen Aktivitäten konzentrierte. Zunächst begann seine Laufbahn 1963 in der von seinem Großvater Martin Bauer gegründeten Martin Bauer Group, einer Holding aus mehr als 20 weltweit tätigen Unternehmen mit etwa 3000 Mitarbeitern im Bereich von Kräuter- und Früchtetees bzw. Extrakten, pflanzlichen Pulvern und Rohstoffen sowie Nahrungsergänzungsmitteln für die Tee-, Getränke- und phytopharmazeutische Industrie. Hack begann mit 13 Jahren eine Kaufmannslehre und lernte das weltweite Teegeschäft von der Pike auf. Als eines seiner Verdienste im Unternehmen wird angeführt, dass die Firmengruppe unter Mitwirkung von Hack sich schon frühzeitig in den 1970er Jahren auf die Einführung des Aufgussbeutels konzentrierte, während sich die Wettbewerber lediglich auf die Vergrößerung der Handelsgeschäfte konzentrierten. Auch die Einführung von Kräutertees Ende der 1970er Jahre, die in dieser Zeit fast konkurrenzlos auf dem Teemarkt waren, ist ein Erfolgsrezept des Unternehmens. Hack setzte in dieser Zeit ebenfalls auf die Einführung von Früchtetees und verschaffte den Tees mit Fruchtaromen der Firmengruppe einen sehr guten Verkaufsmarkt. In den 1980er Jahren wurde Helmut Hack Geschäftsführer der neu gegründeten Tochterfirma Plantextrakt. Ende der 1980er Jahre entwickelte er durch den politischen Wechsel und die Öffnung der Grenzen im Osten die Geschäfte in die neuen Märkte und setzte damit eines der Fundamente, durch die die Bauer Group bis heute einer der Marktführer im Bereich der Kräuter- und Früchtetees ist. 2013 beendete Hack seine Karriere nach 50 Jahren bei der Martin Bauer Group. Helmut Hack ist verheiratet und hat zwei Söhne.

## Spielvereinigung Greuther Fürth
Helmut Hack führte den Fußballverein TSV Vestenbergsgreuth im Steigerwald vom 23. Oktober 1984 bis 13. Mai 1997. In dieser Zeit gelang es Hack 1995 maßgeblich, den finanziell und spielerisch in die Schieflage geratenen Fußballverein Spielvereinigung Fürth mit der Fußballabteilung des TSV Vestenbergsgreuth zu fusionieren – zur zwischenzeitlich in der Bundesliga vertretenen „Spielvereinigung Greuther Fürth“ (SpVgg Greuther Fürth). Der Betritt der deutlich kleineren Mannschaft des TSV Vestenbergsgreuth zur Spielvereinigung ist – zumindest in der Fürther Fußballszene – umstritten, jedoch verhalfen die finanziellen Mittel des kleineren Vereins dem größeren Verein zu überleben beziehungsweise ermöglichten den Wiederaufstieg in die 2. Bundesliga. Seit Juli 1996 war Helmut Hack Präsident der SpVgg Greuther Fürth und leitete die Geschäfte des Vereins. Zusätzlich ist Helmut Hack Mitglied des DFL-Präsidiums und seit August 2016 DFB-Vorstandsmitglied und DFL-Vizepräsident. Zudem setzt sich Helmut Hack als gewähltes Mitglied des Ligavorstandes in der Bundesliga für die Belange der Vereine, insbesondere der Zweitligisten, ein. Hack ist Ehrenvorsitzender des TSV Vestenbergsgreuth.

## Auszeichnungen
Die Stadt Fürth verlieh Helmut Hack im Jahr 2000 das Goldene Kleeblatt und 2012 die Goldene Bürgermedaille. 2007 erhielt Helmut Hack die „Goldene Hagebutte“, eine Auszeichnung der Wirtschaftsvereinigung für Kräuter- und Früchtetees. Ein Jahr zuvor erhielt er vom damaligen Bayerischen Staatsminister des Inneren und späteren Ministerpräsidenten Dr. Günther Beckstein das Bundesverdienstkreuz.